# Рязанська губернія
54°37′00″ пн. ш. 39°43′00″ сх. д. / 54.616666666667° пн. ш. 39.716666666667° сх. д.
Рязанська губернія (рос. Рязанская губерния, дореф. Рязанская губернія) — адміністративно-територіальне утворення з центром у місті Рязань, яке існувало до утворення Рязанської області 26 вересня 1937 року.
Адміністративно-територіальна одиниця Російської імперії і РСФРР у 1796–1929 рр.

## Географія

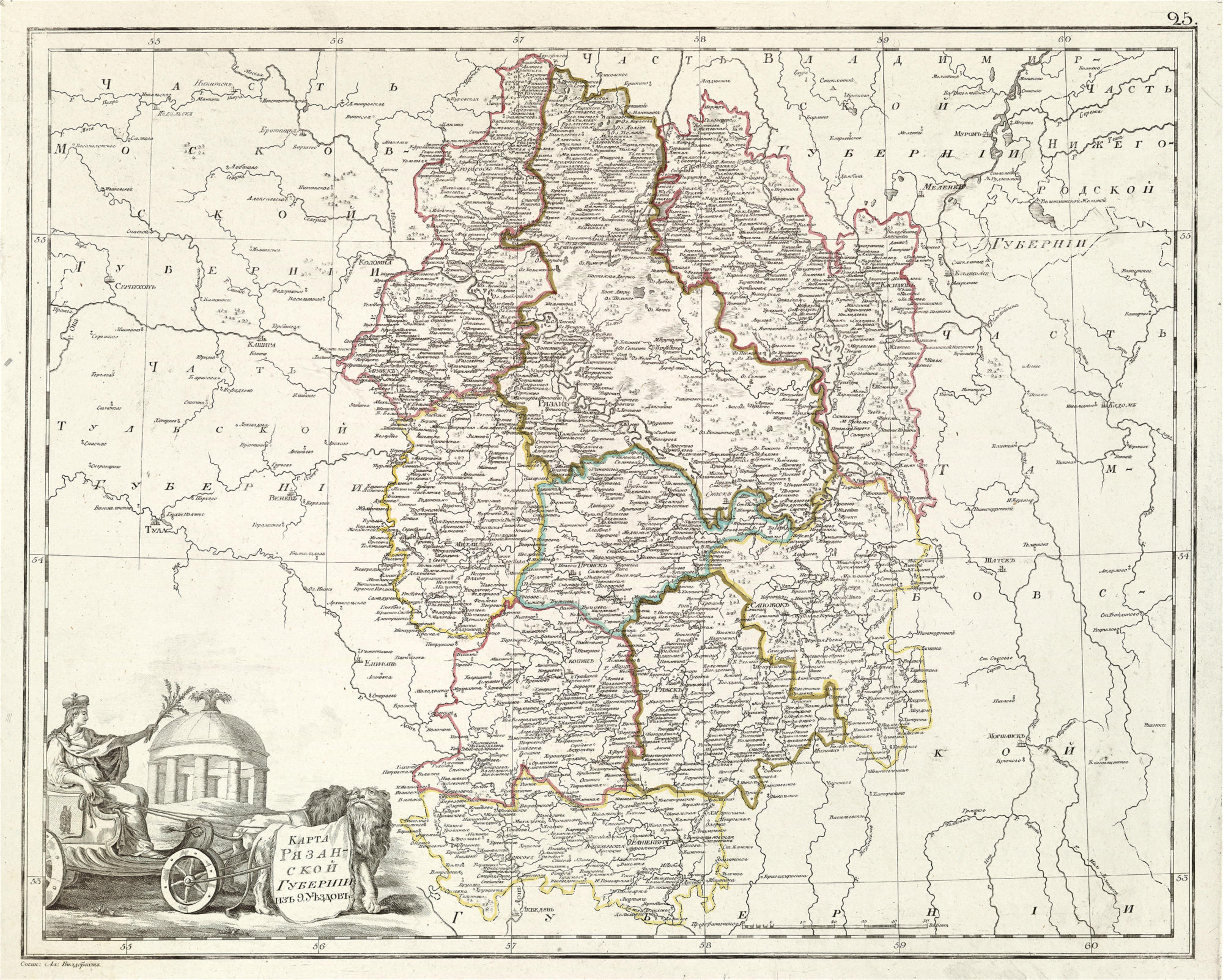
Карта Рязанської губернії. 1800 рік.

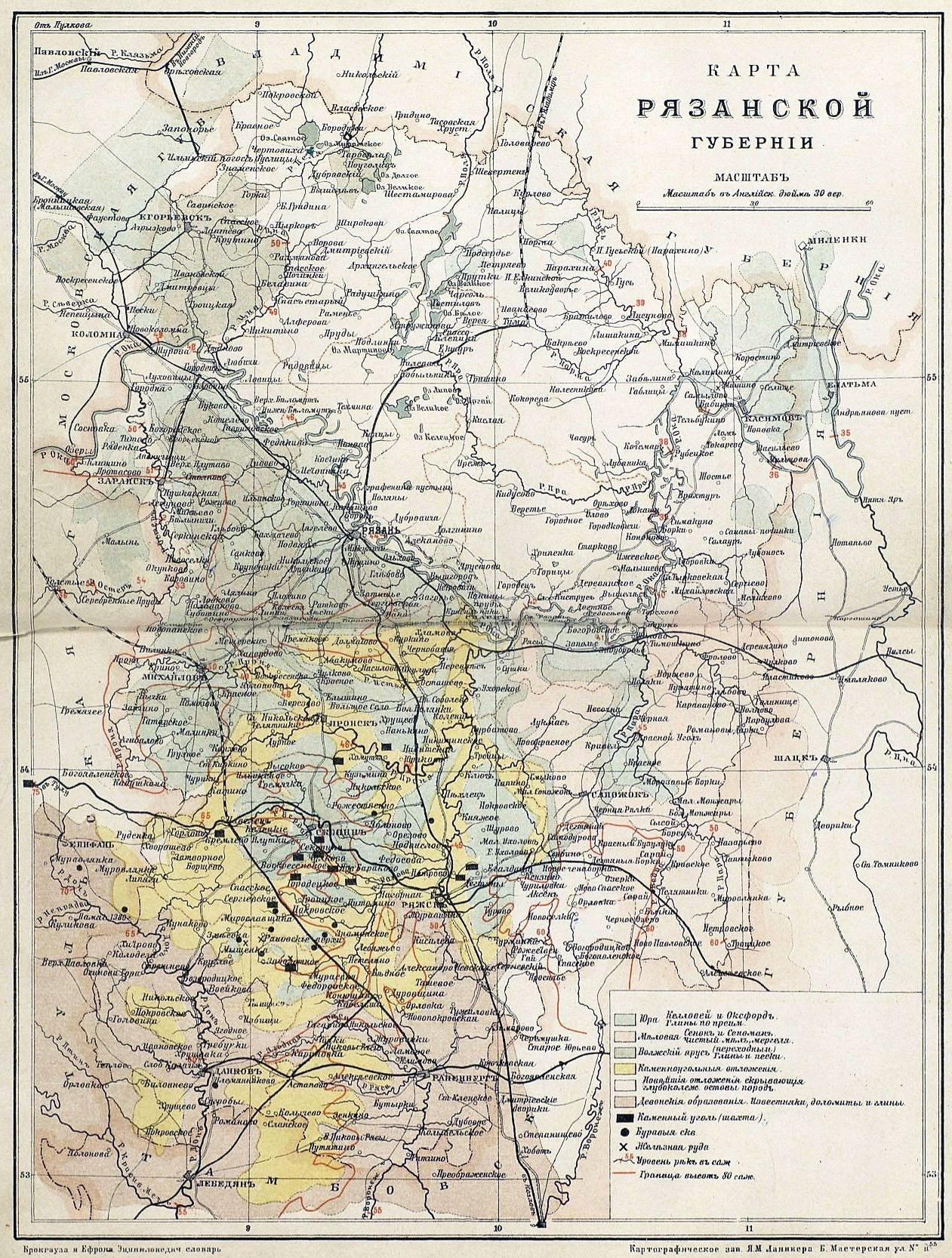
Карта Рязанської губернії. 1899 рік.

Рязанська губернія розташовувалася між 52° 58' і 55° 44' північної широти і між 38° 30' і 41° 45' східної довготи. Площа губернії становила 36992 верст (42 098 км²).
Губернія розташовувалася на останніх схилах Алаунської височини, відроги якої зумовлюють характер трьох складових частин губернії, або сторін її: Рязанської, Степової і Мещерської, відокремлених один від одного долинами p. Оки і Проні.
Відріг і плоскі височини, що входять із заходу, з боку Тульської губернії, утворюють досить рівну, високу площу, що простирається по Михайловському та частині Скопінського повіту.
Тут беруть свої початки річки Осетр, Вожа, Павловка, Ісья і Проня, що впадають в Оку, а також р. Дон.
Пологі схили цій площі поширюються по губернії двома головними гілками.
Одна з них прямує на схід і північний схід між річками Окою і Пронею по повітах Зарайському, Рязанському і Пронському, являючи собою хвилеподібну і місцями досить піднесену місцевість. Простір, обмежений річками Окою, Пронею і Осетр, носить назву «Рязанської сторони». Інша гілка направляється на південний схід між річками Пронею і Доном, утворює в Скопінському, Данковського і почасти в Ряжському і Раненбурзькому повітах ряд пагорбів, що слугують вододілом басейнів Оки і Дону. Ці пагорби досягають берегів Оки, але на південному сході і на сході вони поступово переходять у рівнини, що мають характер абсолютно степовий. Ця частина губернії, обмежена правими берегами річок Проні і Оки, носить назву «Степової сторони». Обидві ці частини, що лежать по праву сторону Оки, являють собою одну піднесену площу з загальним ухилом від північного заходу на південний схід. Тут розташовані більш піднесені пункти губернії: м. Зарайськ (80 с.), М. Скопін (73 с.), Село Гудинка Пронського повіту (54 с.). Околиці цих частин, що впираються в Оку, утворюють високі тераси, розсічені гіллястими долинами і ярами. За винятком незначної кількості незручних земель, ґрунт тут складається головним чином з чорнозему (71 %), вона досить родюча, і взагалі вся ця височина, відкрита і суха, представляє великі зручності для заселення; недолік цієї частини губернії полягає у відсутності лісів, особливо у степовій стороні, чому відбувається мілководдя річок, а місцями відчувається навіть недолік у воді. Зовсім інший характер має частина губернії, що знаходиться по ліву сторону р. Оки і звана Мещерською стороною або Мещерським краєм. Вона становить природне продовження промислової смуги, в районі якої знаходяться Московська і Владимирська губернія, тоді як інша частина губернії належить до центральної землеробської області. Місцевість, що зветься Мещерською стороною, представляє в більшій своїй частині піднесену рівнину, що переходила поступово, у міру наближення до Оки, в низовину. Найбільш високі місцевості розташовані між р. Єгор'євськом і Касимовим: тут знаходяться найбільш сухі і населені місця Мещерського краю. По схилах цього піднесеного простору на північ повільно течуть притоки р. Клязьми, а на південь притоки Оки. Ґрунт тут піщаний, відрізняється безпліддям значна частина краю вкрита лісом багато боліт і озер.

### Геологія
Будова Рязанської губернії в геологічному розумінні дуже складна, особливо частина, що лежить по праву сторону Оки: приблизно під широтою 53°, до якої торкається південна межа Раненбургского повіту, тягнеться широка піднесена гряда середньодевонських відкладень, що складаються з вапняків, доломіту, мергелів і зрідка вапнякових пісковиків. Гряда ця в 65-100 верст шириною витягнулася з заходу на схід. Найдавніші девонские відкладення займають південну частину губернії. Потім пласти падають круто на півночі і виходять на північ у висхідному порядку. На девонские пласти налягають шари кам'яновугільної системи, які з вугленосного ярусу і гірського вапняку; ширина цієї смуги, що йде майже паралельно першому, від 40 до 100 верст. По р. Ранов до м. Рязька, і на схід до Конюховки широким пасмом виступає на поверхню вугленосний ярус, зайнято їм і ярусом дитеринових тонкоплітчастих мергелів. Опріч того, відклади того ж ярусу виступають по р. Брусні і Верді, починаючи від м. Скопина і по широті 54 ° майже суцільно лежать відклади юрської системи, келовейського ярусу. Відкладення ці займають повіти Скопинський, Михайлівський, Пронський, Рязанський і почасти Сапожківський і покриті пластами волзького ярусу, що становить перехідні від юри до крейдяних пластів утворення. У Сапожковському повіті є острівець нижньокрейдяних пластів. Крейдяні відклади виступають на поверхню в Сапожковському повіті, на схід від р. Пари. Кам'яне вугілля в Рязанської губернії було відкрите ще в 1766 р. купцем Котельниковим в Рязькому повіті, поблизу с. Петрово; початок правильного добування його закладено в 1869 р. Великі поклади вугілля знаходяться в Скопинському повіті. Чулковська копальня — найбагатша в усьому Підмосковному басейні; вугілля відкрите тут у 1870 р., площа залягання визначена в 550 дес.; пластів усього 8, з них 5 вгорі, з глин і пісків (у 6 саж.), 3 пласта — внизу, на глибині 15 саж. Побединська копальня відкрита в 1875 р., пласт вугілля в 1 саж. Павелецька копальня в даний час закрита. У Данковського повіті Муравнінская вугільна копь відкрита в 1869 р. Незважаючи на прекрасні якості тутешнього вугілля (смолисте, схоже на шотландський «бохгед»), копальня мало розробляється. Є вугілля і в повітах Рязькому, Раненбурзькому, Пронському та Михайлівському. Залізна руда добувається за 7 верст від м. Касимова для Синтурського заводу; розробляється в кам'яновугільних пластах на глибині в 2-4 сажнів. По р. Істьї залізна руда зустрічається в юрській системі. Рязанські фосфорити становлять собою окремий, самостійний тип; вони досить м'які і містять калій.

### Гідрологія
Річки Рязанської губернії належать до басейнів Оки і Дону.
За значенням своїм перше місце належить р. Ока. Вона перетинає губернію дугою завдовжки 478 верст (у тому числі 54 верст складають кордон з Московською губернією) і проходить повіти Зарайський, Рязанський, Спаський і Касимовский. Численні притоки р. Оки зрошують майже всю губернію, за винятком південних місцевостей. Ока майже на всьому протязі тече по піщаному руслу у відкритій і просторій долині, багатій огрядними луками і заплавами, родючість яких підтримується весняними розливами. По всій долині Оки є безліч різної величини озер, місцями річка утворює кілька рукавів. Плине тихо. Ширина Оки в межах губернії від 60 до 250 і більше сажень. Глибина — 8-15 футів. У середньому виводі за 1859-79 рр. Ока розкривається 1 (13) квітня, а замерзає 13 (25) листопада. Пароплавство по Оці від м. Рязані до Нижнього Новгорода, а під час розливів — і вище Рязані.
Притоки Оки, за винятком Проні, взагалі невеликі і мілководні; з них більше значні, з правого боку, Осетр, Вожа, Іст'я і особливо Проня і Пара. Взагалі система правих приток набагато важливіше і ширший лівих, до яких належать Цна, Пра і Гусь. Судноплавні тільки Проня і Пра.
Річка Осетр протікає губернією 75 верст, шириною близько 10 сажнів; береги високі і рясніють вапняним каменем.
Вожа має 50 верст, Іст'я — 80 верст довжини.
Річка Проня випливає поблизу села Кадушкина Михайлівського повіту; довж. — 210 верст, шир. близько 20 саж. до впадання р. Ранов, а потім збільшується до 30 і 40 саж. Долина Проні, розширюючись місцями до двох і більше верст, рясніє луками і пасовищами. Від с. Перевлес Пронського повіту вниз за течією Проня судноплавна упродовж усього періоду навігації. Під час весняних вод судноплавство виробляється і вище Перевлеса, до с. Жерновиці. На Проні безліч млинів; течія її тиха.
Притоки Проні зліва Жрака і Іст'я, праворуч — Ранов (150 в довж. І 15-20 саж. Шир.) З Верде (75 верст), Локня, Кердем, Чутка.
Річка Пара (130 верст довж.) судноплавна під час весняних розливів всього на 2,5 верст від гирла. Долина р. широка, місцями низинна і покрита лісами. Майже на всьому протязі Пара забудована млинами.
Річка Цна має в губернії довж. в 30 верст, р. Пра (близько 100 верст) — тече по низовини, покритою лісами і болотами, Гусь (74 верст) — по низинній, болотистій долині між закритими берегами; в 20 верст від гирла влаштована через неї гребля, що утворює гусівске озеро.
З небагатьох річок Рязанської губернії, що належать до басейну Азовського моря, найважливіша — Дон, яка протікає в губернії близько 80 верст; шир. до 30 саж.; долина Дону вузька і стиснута високими кам'янистими берегами, що пересікаються глибокими ярами. Всі протягом Дону забудовано млинами. З приток його найбільш значні Паніка, Суха Рожнов, Перехвалка, Кучурів, Золотуха, В'язівне, Расхотка та ін Всі ці річки течуть в межах Данковського повіту. До системи р. Дону належать також p. Вороніж і Ряса. Озера розташовані по площі губернії нерівномірно. Ними рясніє лише Мещерская сторона, тоді як в частині губернії, що знаходиться на правій стороні р. Оки, озер мало. Озера Мещерського краю розташовуються здебільшого групами. Найбільш значна група знаходиться при з'єднанні повітів Єгоровського, Касимовского і Рязанського. Озера ці з'єднуються між собою протоками і приймають в себе значні річки, які, наприклад, Поль, Посерда і Варна; стоком ж озер служить р. Пра. До цієї групи належать оз. Святе, Велике, Іванівське, Біле, Мартинові та ін Середня глибина озер цієї групи близько 3 арш., Рибальство в них незначно. Інша група озер знаходиться в північній частині Егорьевского повіту, по обидва боки р. Поли; з озер цієї групи — Святе славиться риболовлею. У Єгор'ївському повіті, близько м-ря Радовицький, є ще група озер, до складу якої входять оз. Щуче, Велике, Мале Митинське та ін У Рязанському повіті по дорозі з Рязані у Володимир багато озер, з яких найбільше — Велике; група озер знаходиться близько Солотчинского м-ря, а також у повітах Спаському і Касимовському. Озера в долині р. Оки багаті рибою. Озер, розміром перевищують версту в окружності, налічується в Єгор'євському повіті 6, в Зарайському 21, в Рязанському 34, Спаському 43 і в Касимовському 61; всього в губернії під озерами 147,9 кв. верст, з яких на частку Рязанського повіту припадає 44,5 кв. верст, Єгор'євського 50,1, Касимівского 37 і Спаського 16,3 кв. верст. Боліт багато в Мещерской стороні; тут вони тягнуться майже безперервною широкою смугою вздовж берегів р. Плиг, продовжуючись далі з невеликими перервами по повітах Рязанському, Касимівському і Єгор'євському до самих кордонів з Московською губернією. У Спаському повіті чудово болото Великий Ковеж, між с. Іжевським і Городковичами. Воно простягається на захід на 20 верст і з'єднується з іншими болотами. Болота на лівому березі р. Плиг також тягнуться по напрямку на захід, переходячи в обширне болото Велике, що знаходиться на кордоні Спаського і Рязанського повітів; на півночі воно пов'язується з багатьма іншими, закінчуючись величезними Радовіцкій болотами. Також багато боліт на лев. березі плиг і по її притоках. Значні болота знаходяться, далі, в околицях оз. Великого і Святого. Велика частина боліт являє собою топи, вкриті моховими купинами і лісової порослю; по них розкинуті місцями озера. Такі болота називаються в Мещерской боці «омшарами» і мають ґрунт піщаний або торф'яний. За розтині навесні річок болота заливаються водою і робляться абсолютно непрохідними. Болотні випаровування, велика кількість мошок, комарів і оводів, жорстка і малопоживних трава — все це робить життя в цих місцевостях шкідливою для здоров'я як людей, так і тварин. Спроби осушення боліт в Мещерской стороні робилися з давніх часів, але тільки з 1876 р. розпочато міністерством державних маєтностей правильні роботи з дослідження боліт і їх осушенню.
До 1885 р. в цілому було розчищено і випрямлено річок, побудовано магістральних каналів і бічних канав протягом 341 верст (шир. від 3,5 до 14 арш.) Пристроєм цієї каналізації досягнуто осушення з лишком 40 тис. десятин болотних просторів, з яких до 30 тис. десятин належать скарбниці. Для знищення кислих болотних трав на площах, призначених під луги, з 1882 р. розпочато випалювання верхнього болотного простору з розчищенням заростей. Цим шляхом в казенних дачах знову утворено досить значне число оброчних статей. По праву сторону Оки болотисті простору зустрічаються зрідка, переважно в сусідстві річок, розливами яких вони підтримуються. Велика частина боліт в цій частині губернії висихає сама собою, залишаючи багаті запаси торфу, розробка якого проводиться в багатьох місцях і збільшується з кожним роком. Найкращої якості торф зустрічається по p. Парі і Вожі.

### Клімат
Клімат Рязанської губернії не відрізняється істотно від клімату сусідніх з нею губерній. Самі тривалі спостереження маються на с. Гулинці, де А. В. Головнін влаштував метеорологічну станцію. Середня температура січня −11 °, квітень 3,5, липня +19; Жовтень 11,3; року 3,9°. Опадів за рік випадає 471 мм, всього більше в липні, 670 мм. Хмарність за рік 6,4; найбільша в листопаді — 8,2 найменша в липні 5,2. У м. Скопин середня темп. Січень −1 0,7, квітень 4,1, липня 20,3, вересень 11,8, року 4,4 °. Всього прохолодніше літо в болотистій Мещерской стороні.

## Адміністративний поділ

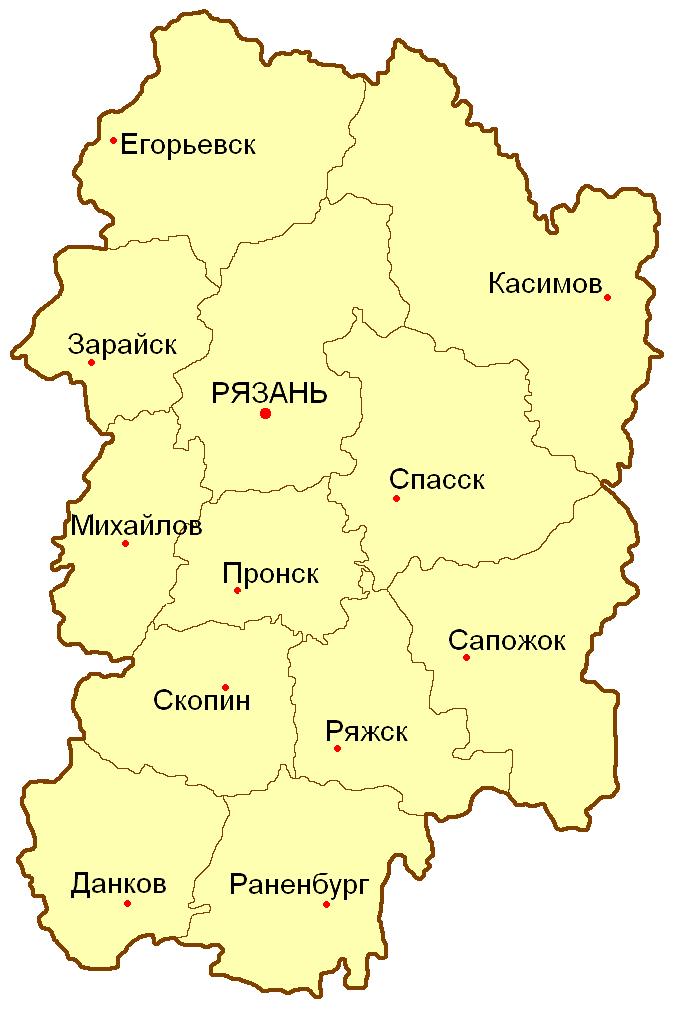
Карта административного поділу Рязанської губернії

У 1796 у губернія ділилася на 9 повітів: Зарайський, Касимівський, Михайлівський, Пронський, Раненбурзький, Рязький, Рязанський, Сапожківський і Скопинський.
У 1802 утворені Данковський, Єгор'ївський і Спаський повіти.
З 1802 по 1919 до складу губернії входило 12 повітів.
У 1919 утворений Спас-Клепиківский район (через 2 роки перетворений у повіт).
У 1923 у Єгор'ївський повіт переданий в Московську губернію, а ще через рік з Тамбовської губернії були передані Елатомський і Шацький повіти.
У 1924 Данковський, Елатомский, Михайлівський, Пронський, Спаський і Спасо-Клепиківський повіти були скасовані.
У 1928 Раненбурзький повіт відійшов до Центрально-Чорноземної области.
У 1929 губернію ліквідовано, а її територія у складі Рязанського округу увійшла в Московську область.

## Керівництво губернії

### Генерал-губернатори
| П. І. Б.                     | Титул, чин, звання                                                    | Час зайняття посади   |
| ---------------------------- | --------------------------------------------------------------------- | --------------------- |
| Кречетников Михайло Микитич  | генерал-поручик                                                       | 1778—1781             |
| Каменський Михайло Федотович | генерал-поручик                                                       | 1782—1785             |
| Гудович Іван Васильович      | генерал-поручик                                                       | 1785—09.04.1792       |
| Гудович Іван Васильович      | генерал від інфантерії                                                | 1793—08.01.1797       |
| Балашов Олександр Дмитрович  | генерал-ад'ютант, генерал-лейтенант (c 1823 — генерал від інфантерії) | 04.11.1819—10.04.1828 |

### Правителі намісництва
| ПІБ                             | Титул, чин, звання       | Час зайняття посади   |
| ------------------------------- | ------------------------ | --------------------- |
| Поливанов Іван Гнатович         | генерал-майор            | 1778—12.08.1780       |
| Волков Олексій Андрійович       | генерал-майор            | 12.08.1780—22.09.1788 |
| Кологривов Олександр Михайлович | дійсний статський радник | 22.09.1788—04.10.1793 |
| Тред'яковський Лев Васильович   | статський радник         | 04.10.1793—1794       |
| Селифонтов Іван Осипович        | генерал-поручик          | 1794—1796             |

### Губернатори
|                                            | Титул, чин, звання                                                     | Час зайняття посади   |
| ------------------------------------------ | ---------------------------------------------------------------------- | --------------------- |
| Коваленський Михайло Іванович              | таємний радник                                                         | 1797—1800             |
| Сонін Дмитро Семенович                     | дійсний статський радник                                               | 14.06.1800—22.05.1801 |
| Шишков Дмитро Семенович                    | дійсний статський радник                                               | 22.05.1801—17.03.1806 |
| Муханов Олександр Ілліч                    | дійсний статський радник                                               | 17.03.1806—27.03.1811 |
| Бухарін Іван Якович                        | дійсний статський радник                                               | 08.04.1811—19.08.1814 |
| Князев Іван Іванович                       | статський радник                                                       | 17.05.1815—1819       |
| Наумов Микола Олександрович                | дійсний статський радник                                               | 22.07.1819—26.11.1821 |
| Лобанов-Ростовський Олексій Олександрович  | князь, камергер, дійсний статський радник                              | 1821—17.02.1824       |
| Шредер Микола Іванович                     | дійсний статський радник                                               | 17.02.1824—1828       |
| Карцов Павло Степанович                    | генерал-майор                                                          | 22.02.1828—20.10.1830 |
| Грохольський Микола Мартинович             | дійсний статський радник                                               | 12.02.1831—21.06.1831 |
| Перфильєв Степан Васильович                | дійсний статський радник                                               | 21.06.1831—1836       |
| Прокопович-Антонський Володимир Михайлович | дійсний статський радник                                               | 11.01.1836—10.05.1841 |
| Крилов Дмитро Сергійович                   | дійсний статський радник                                               | 21.05.1841—26.03.1843 |
| Кожин Павло Сергійович                     | статський радник (дійсний статський радник)                            | 26.05.1843—16.08.1851 |
| Новосільцев Петро Петрович                 | в званні камергера, дійсний статський радник                           | 05.09.1851—08.02.1858 |
| Клингенберг Федір Карлович                 | в званні камергера, дійсний статський радник, (затв 31.12.1858)        | 08.02.1858—06.09.1859 |
| Муравйов Микола Михайлович                 | дійсний статський радник                                               | 06.09.1859—16.11.1862 |
| Стремоухов Петро Дмитрович                 | статський радник                                                       | 23.11.1862—14.10.1866 |
| Болдарєв Микола Аркадійович                | статський радник                                                       | 14.10.1866—07.12.1873 |
| Абаза Микола Савич                         | гофмейстер, дійсний статський радник                                   | 20.01.1874—04.04.1880 |
| Зибін Сергій Сергійович                    | статський радник                                                       | 20.04.1880—01.07.1882 |
| Тройницький Микола Олександрович           | дійсний статський радник                                               | 13.07.1882—03.11.1883 |
| Гагарін Костянтин Дмитрович                | князь, дійсний статський радник                                        | 03.11.1883—01.01.1886 |
| Кладищев Дмитро Петрович                   | генерал-майор                                                          | 27.02.1886—16.02.1893 |
| Брянчанінов Микола Семенович               | гофмейстер, дійсний статський радник                                   | 16.02.1893—27.08.1904 |
| Ржевський Сергій Дмитрович                 | в званні камергера, дійсний статський радник                           | 27.08.1904—23.11.1905 |
| Левашов Володимир Олександрович            | дійсний статський радник (таємний радник)                              | 23.11.1905—23.08.1910 |
| Оболенський Олександр Миколайович          | князь, в званні камергера, статський радник (дійсний статський радник) | 23.08.1910—1914       |
| Кисіль-Загорянський Микола Миколайович     | в званні камергера, дійсний статський радник                           | 1915—1917             |

### Губернські предводители дворянства
|                                   | Титул, чин, звання                                              | роки на посаді        |
| --------------------------------- | --------------------------------------------------------------- | --------------------- |
| Мосолов Олексій Андрійович        | статський радник                                                | 1778—1780             |
| Тютчев Степан Богданович          | підполковник                                                    | 1780—1785             |
| Боборикин Федір Іванович          | полковник                                                       | 1785—1787             |
| Вердеревський Іван Іванович       | ротмістр                                                        | 1788—1791             |
| Ниротморцов Микола Олексійович    | полковник                                                       | 1791—1794             |
| Дмитрієв-Мамонов Петро Іванович   | полковник (статський радник)                                    | 1794—1797             |
| Короб'їн Григорій Степанович      | секунд-майор                                                    | 1797—1798             |
| Вердеревський Олексій Олексійович | статський радник                                                | 1798—1799             |
| Опухтін Микола Захарович          | підполковник                                                    | 1799—1803             |
| Ізмайлов Лев Дмитрович            | генерал-майор                                                   | 1803—1807             |
| Ізмайлов Михайло Васильович       | статський радник                                                | 1807—1809             |
| Ізмайлов Лев Дмитрович            | генерал-майор                                                   | 1809—1813             |
| Лихарєв Михайл Дмитрович          | полковник                                                       | 1813—1816             |
| Ладигин Петро Миколайович         | майор                                                           | 1816—1819             |
| Маслов Дмитро Миколайович         | підполковник                                                    | 1819—1821             |
| Ладигин Петро Миколайович         | майор                                                           | 1821—1827             |
| Муромцев Матвій Матвійович        | статський радник                                                | 1827—1830             |
| Рокитін Олексій Опанасович        | штабс-капітан                                                   | 1830—1836             |
| Реткін Микола Миколайович         | полковник                                                       | 01.1836—1843          |
| Бухвостов Петро Миколайович       | штабс-капітан (надвірний радник)                                | 1843—04.01.1853       |
| Реткін Олександр Миколайович      | ротмістр, и. д.                                                 | 1853—1854             |
| Бухвостов Петро Миколайович       | статський радник                                                | 1854—04.01.1857       |
| Селиванов Олексій Васильович      | відставний підполковник                                         | 04.01.1857—02.01.1860 |
| Реткін Олександр Миколайович      | дійсний статський радник                                        | 02.01.1860—18.01.1866 |
| Чаплигин                          | колезький секретар, и. д.                                       | 18.01.1866—10.06.1866 |
| Реткін Олександр Миколайович      | дійсний статський радник                                        | 10.06.1866—08.11.1875 |
| Рюмін Федір Миколайович           | в званні камер-юнкера, колезький радник                         | 08.12.1875—04.02.1878 |
| Муромцев Леонід Матвійович        | в званні камергера, дійсний статський радник (таємний советник) | 04.02.1878—20.09.1899 |
| Лихонін Іван Миколайович          | дійсний статський радник                                        | 20.09.1899—10.02.1900 |
| Драшусов Володимир Олександрович  | в посаді гофмейстера, дійсний статський радник, шталмейстер     | 10.02.1900—1913       |
| Петрово-Соловово Борис Михайлович | «Свити його величности» генерал-майор                           | 1913—1917             |

### Віцегубернатори
|                                      | Титул, чин, звання                                                                                               | Час зайняття посади   |
| ------------------------------------ | --- | --------------------- |
| Мосолов Олексій Андрійович           | статський радник                                                                                                 | 1778—1781             |
| Кологривон Олександр Михайлович      | статський радник                                                                                                 | 1781—1785             |
| Болтін Олександр Степанович          | статський радник                                                                                                 | 1785—1792             |
| Тред'яковський Лев Васильович        | дійсний статський радник                                                                                         | 1792—29.08.1797       |
| Кочетов Микола Іванович              | статський радник (дійсний статський радник)                                                                      | 29.08.1797—04.06.1798 |
| Сабуров Петро Федорович              | дійсний статський радник                                                                                         | 25.06.1798—22.12.1798 |
| Лихарєв Іван Дмитрович               | бригадир (дійсний статський радник)                                                                              | 01.01.1799—1806       |
| Ржевський Григорій Павлович          | дійсний камергер                                                                                                 | 06.06.1806—12.06.1809 |
| Князєв Іван Іванович                 | статський радник                                                                                                 | 13.10.1809—17.05.1815 |
| Кропотов Олександр Петрович          | колезький радтник                                                                                                | 12.07.1815—1818       |
| Каменєв Герасим Григорович           | статський радник                                                                                                 | 1818—23.11.1821       |
| Пейкер Іван Устинович                | статський радник                                                                                                 | 23.11.1821—1824       |
| Прутченко Борис Єфимович             | колезький радник                                                                                                 | 10.03.1824—11.01.1830 |
| Дашков Андрій Васильович             | колезький радник                                                                                                 | 11.01.1830—31.05.1836 |
| Княжевич Микола Максимович           | колезький радник                                                                                                 | 10.07.1836—01.1838    |
| Бухало Василь Іванович               | колезький радник                                                                                                 | 01.02.1838—10.04.1841 |
| Пфеллер Володимир Пилипович          | колезький радник                                                                                                 | 27.04.1841—28.12.1843 |
| Хитров Микола Олександрович          | колезький радник                                                                                                 | 28.12.1843—30.10.1849 |
| Веселовський Сергій Семенович        | колезький радник (статский советник)                                                                             | 31.10.1849—06.03.1858 |
| Салтиков-Щедрін Михайло Євграфович   | колезький радник                                                                                                 | 06.03.1858—03.04.1860 |
| Іванов Павло Єгорович                | статський радник (дійсний статський радник)                                                                      | 03.04.1860—31.01.1864 |
| Поливанов Дмитро Олександрович       | чинний статский советник                                                                                         | 28.02.1864—21.04.1865 |
| Болдарєв Микола Аркадійович          | статський радник                                                                                                 | 21.04.1865—14.10.1866 |
| Волков Аполлон Миколайович           | надвірний радник, в. о. (затверджений з произведением в колезький радник 16.04.1867), (дійсний статський радник) | 21.10.1866—15.07.1882 |
| Демидів Михайло Денисович            | камергер, колезький радник (дійсний статський радник)                                                            | 06.08.1882—12.05.1888 |
| Петровський Лев Миколайович          | надвірний радник                                                                                                 | 12.05.1888—14.12.1889 |
| Гордіїв Микола Миколайович           | коллезький секретар                                                                                              | 14.12.1889—28.10.1893 |
| Лодиженський Олександр Олександрович | дійсний статський радник                                                                                         | 28.10.1893—20.09.1902 |
| Татищев Дмитро Миколайович           | граф, в званні камер-юнкера, надвірний радник (колезький радник)                                                 | 30.09.1902—20.01.1907 |
| Муравйов Микола Леонідович           | граф, дійсний статський радник                                                                                   | 20.01.1907—04.10.1908 |
| Ігнатьєв Олексій Миколайович         | граф, на посаді церемониймейстера                                                                                | 04.10.1908—21.09.1909 |
| Колобів Володимир Арсенович          | колезький радник                                                                                                 | 21.09.1909—1913       |
| Крейтон Олександр Миколайович        | дійсний статський радник                                                                                         | 1913—1916             |
| Давидів Сергій Сергійович            | надвірний радник                                                                                                 | 1916—1917             |

## Населення

### Чисельність населення
| Рік  | Населення, чол. | Міське населення, чол. |
| ---- | --------------- | ---------------------- |
| 1847 | 1 286 519       |                        |
| 1897 | 1 827 539       | 167 866                |
| 1905 | 2 074 600       |                        |
| 1926 | 2 428 914       |                        |

### Національний склад
Населення великоросійське за винятком 6 тис. татар і невеликого числа осіб інших національностей. Татари жили в м. Касимов е і його повіті.
Вони з'явилися в краї в 1446  р., коли з дозволу великого князя Василя Темного татарському царевичу Касиму даний був Мещерський містечко Городець. Касимівське царство існувало до смерті останнього царевича ( 1681 ), після чого остаточно було приєднано до Росії.
До X ст. місцевість Рязанської губернії по середній течії Оки населена була фінськими племенами (муромою, мещерою та ін.)
Національний склад в 1897 році:
|                  | росіяни | татари |
| ---------------- | ------- | ------ |
| Губернія загалом | 99,4 %  | …      |
| Данківський      | 99,8 %  | …      |
| Єгор'ївський     | 99,3 %  | …      |
| Зарайський       | 99,4 %  | …      |
| Касимівский      | 97,1 %  | 2,8 %  |
| Михайлівский     | 100,0 % | …      |
| Пронський        | 99,9 %  | …      |
| Раненбурзький    | 100,0 % | …      |
| Рязький          | 99,9 %  | …      |
| Рязанський       | 98,6 %  | …      |
| Сапожківський    | 99,9 %  | …      |
| Скопинський      | 99,4 %  | …      |
| Спаський         | 99,9 %  | …      |

### Віросповідання
Віросповідання в 1897 році:
- 98,6 % — православні
- 0,9 % — розкольники
- 0,4 % — магометанці
- 0,1 % — инші

### Рід діяльности
- 86 % усіх мешканців — селяни,
- 8,1 %— на військовій службі,
- 4,0 % — купці й міщани,
- 0,8 % — дворяни і чиновники,
- 0,8 % — духовенство,
- 0,3 % — инші.

### Густота населення
На 1 кв. версту доводиться у всій губернії 49,6 мешканців.
Селищ 3362. У середньому на 1 селище доводиться дворів 77 і 494 жителів.
Число жителів на кв. версту:
- Скопінський — 73
- Михайловський — 62
- Рязанський — 57

…
- Єгор'євський — 45
- Спаський — 44
- Касимовский — 37.

Число жителів на 1 селище:
- Раненбурзького — 612.
- Сапожковського — 709
- Скопінський — 739
- Спаський — 843

…
- Рязанський — 384
- Єгор'євський — 294

### Інше
Число общин — 5402. Робоче населення розподілялось (за подвірн. переписом 1887 р.) так: робітників (з 18 до 60 р) — 406 279, чи 50 % від заг. числа осіб чоловічої статі; робітниць (16 до 55) — 418 722, чи 51 %. Сімей без робітників ч.ст було 10 161 чи 3,1 %.

### Дворянські роди

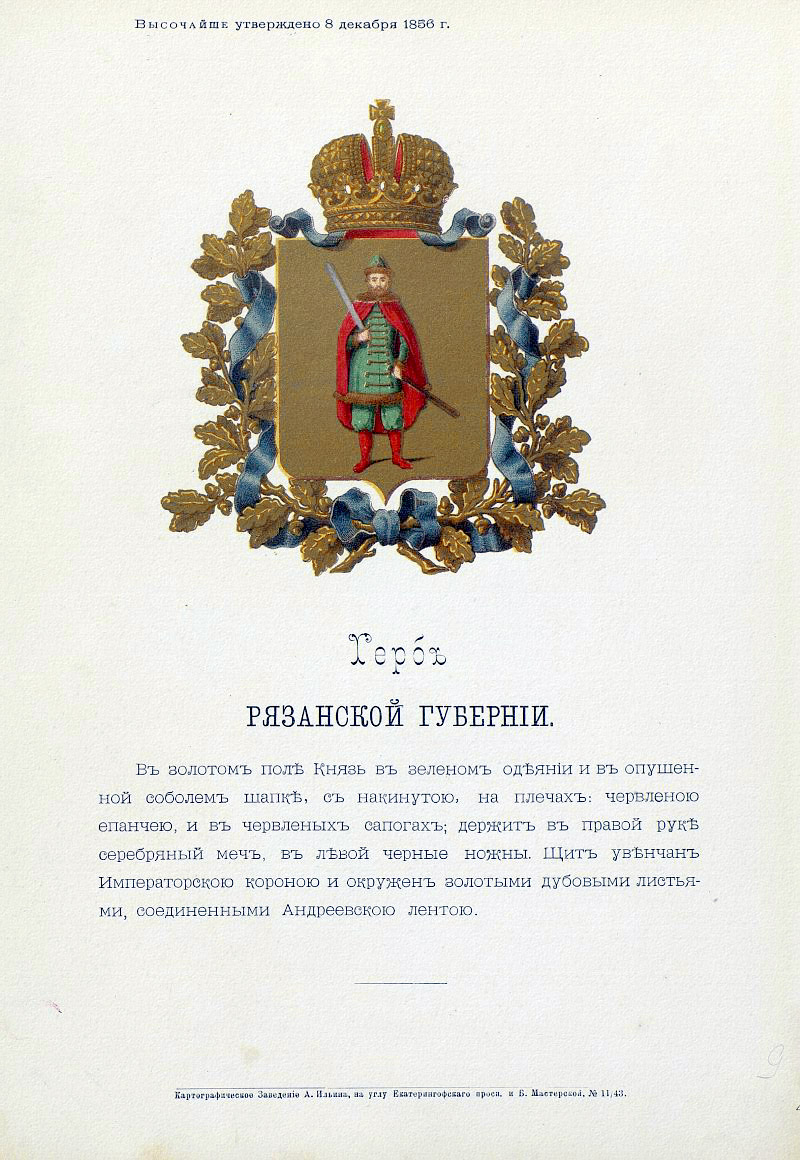
Герб губернії з оф.описом, затверджений Олександром II (1856)

- Жемайлови (VI часть родословной книги Рязанской губернии).
- Юмашеви
- Тарасови
- Список дворянських родів, занесених у Дворянську родословну книгу Рязанської губернії (за матер'ялами М. П. Лихарєва)

## Економіка

### Землеволодіння
.

### Повинності
Прямих податків підлягало до вступу (разом з недоїмками) в 1896 р. — 6663608 руб., Протягом року надійшло 3177544 руб., Залишилося нестягнутих 3486064 руб. Непрямих податків надійшло 5337842 руб. Міських доходів 683688 руб., Витрат 681128 руб. На 1 січня 1896 було в міських касах залишків від колишніх років 84316 руб. Найбільше витрат у м. Рязані (171 тис. руб.) І Скопине (117 тис. руб.). Б'юджет земств губернського і повітових по приходу становить (1896) 1288918 руб.; у недоїмку — 728507 руб. Губернське земство в 1898 р. мало отримати 738 567 руб., Витратити 738 568 руб., у тому ліку на народну освіту — 32264 руб. На медичну частину — 184184 руб., на громадське піклування — 18141, на дорожню частину — 272 949 руб., зміст земського управління — 66240 руб., на сплату боргів — 90832 руб., на освіту капіталів і т. ін. — 54237 руб.

## Історія
У археологічному розумінні Рязанська губернія представляє великий інтерес. Численні знахідки кам'яних і кістяних знарядь і зброї яку, глиняних виробів зроблені на місцях так званих стоянок кам'яної доби. У багатьох місцях, особливо за течією р. Оки, на піщаних буграх і розсипах, розкиданих по берегах і на островах її, знайдено велику кількість побутових предметів пізнішого періоду кам'яної доби. Більшість знайдених предметів знаходиться в Рязанському музеї. Селища кам'яної доби відкриті в повітах Зарайському, Рязанському, Спаському і Касимівському. Найдавніші з предметів, що відносяться до періоду вживання металів, знайдені в язичницьких могильниках, відкритих по берегах річки Оки в повітах Рязанському, Спаському і Касимівському. Під час утворення цих могильників було багато селищ за течією Оки. Найвелелюдніше з них знаходилося на місці нинішнього с. Старої Рязані; про розмір і значенні його можна судити по просторості кладовища, що займає більше 4 дес. Знахідки скарбів з арабськими монетами показують, що жителі вели торгівлю з арабами. За монетам можна визначити, що багаті скарби, знайдені в Рязанської губернії, належать переважно IX, Х і початку XI стіл. В XII  ст. утворилося Рязанське князівство .

## Символіка

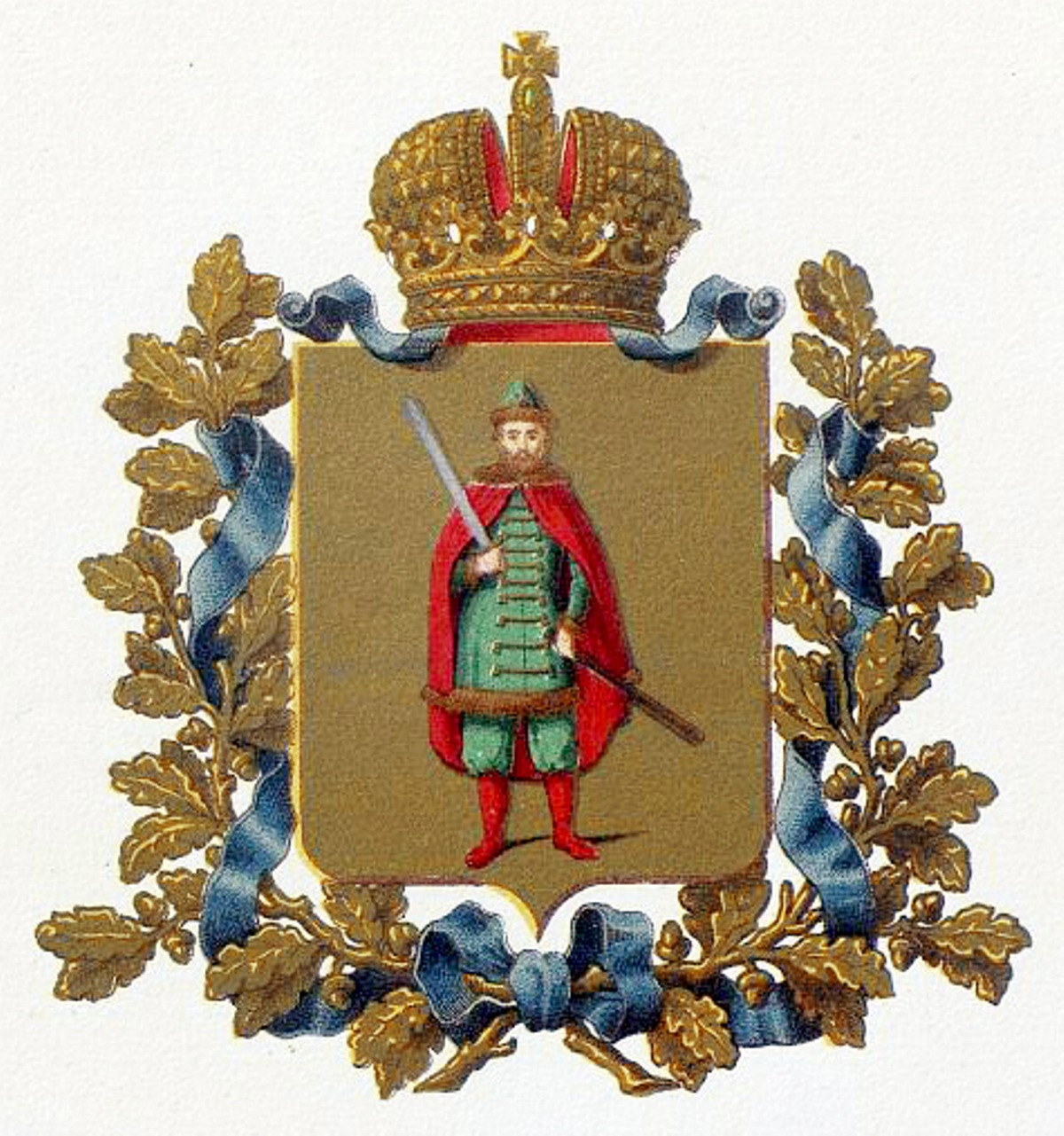
Герб губернії (МВД, 1880)
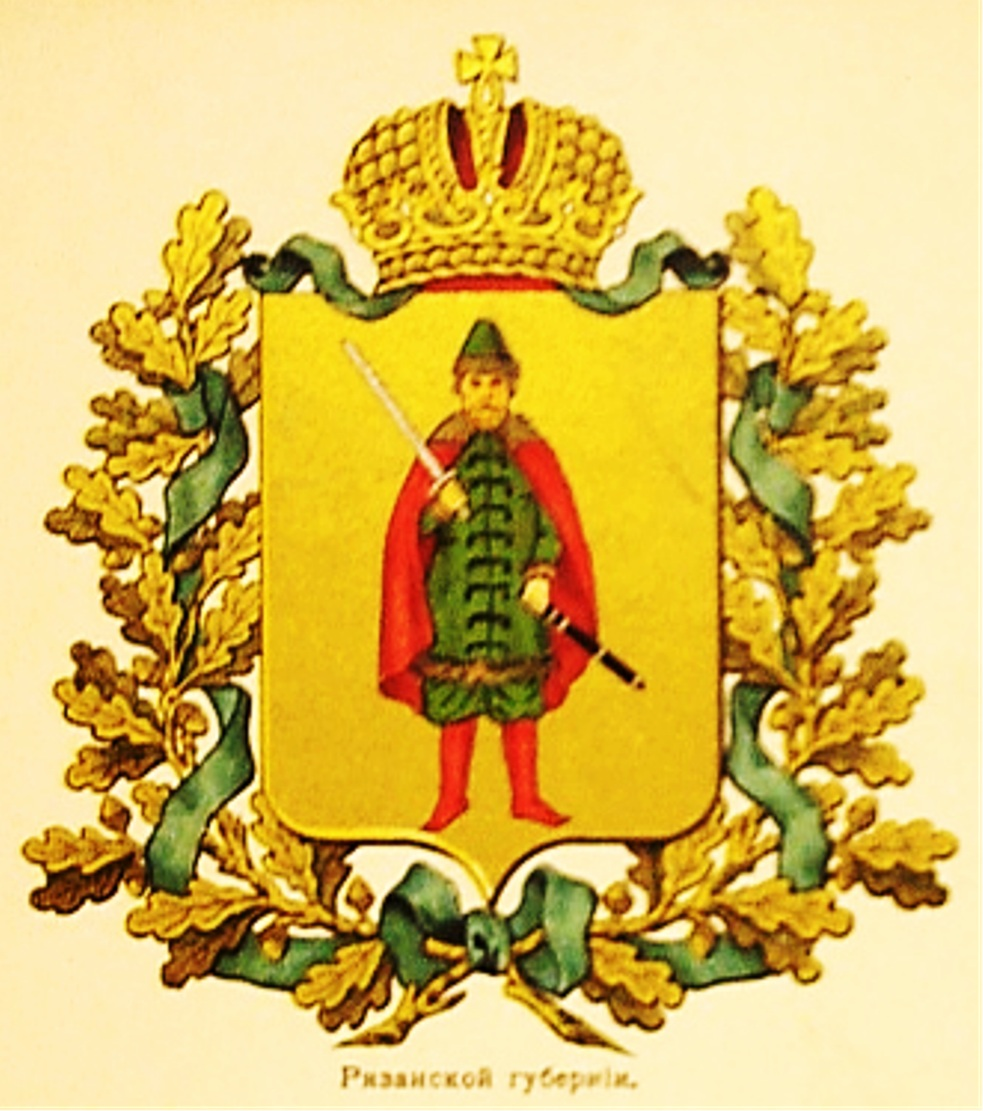
Герб губернії (изд. Сукачова, 1878)
Сучасний малюнок герба (2000-е)